# Wallowa Mountains
Wallowa Mountains je pohoří na severovýchodě státu Oregon, ve Spojených státech amerických. Je součástí Kolumbijské plošiny. Někdy bývá Wallowa Mountains považováno za východní část Blue Mountains. Bývá také označováno jako Oregonské Alpy.
Nejvyšším bodem pohoří je Sacajawea Peak (2 999 m), šestá nejvyšší hora Oregonu a nejvyšší hora mimo Kaskádové pohoří.

## Geografie a geologie
Pohoří se rozkládá ze severozápadu na jihovýchod v délce okolo 65 km. Na západ od Wallowa Mountains leží pohoří Blue Mountains, na východ Salmon River Mountains. Zvrásněné a rozlámané pohoří leží západně od řeky Snake River. Wallowa Mountains se zvedá přibližně 1 600 metrů nad lávový příkrov a má nadmořskou výšku do 3 000 metrů.
Geologicky je hlavní část pohoří tvořena žulovým batolitem obklopeným čedičem. Z dalších hornin jsou přítomné například břidlice, kvarcit a mramor.

## Vegetace
Vegetaci pohoří Wallowa tvoří douglaska tisolistá (roste především v nižších polohách na svazích hor), smrk Engelmannův, borovice pokroucená (rostou hlavně v údolích) a jedle obrovská (roste až do výšek 1 600 m). V blízkosti vody rostou vrby, ve vyšších polohách jedle plstnatoplodé.